# Salvats pels pèls
Salvats pels pèls (títol original: An Everlasting Piece) és una pel·lícula estatunidenca dirigida per Barry Levinson, estrenada el 2000. Ha estat doblada al català.

## Argument
Belfast, anys 1980. Colin és un noi catòlic, George és un protestant apassionat de la poesia. Tot i que haurien de ser enemics, decideixen associar-se per negocis i persuadeixen Scalper, un venedor de perruques, de que els deixi el seu comerç.

## Repartiment
- Barry McEvoy: Colm
- Brían F. O'Byrne: George
- Anna Friel: Bronagh
- Pauline McLynn: Gerty
- Laurence Kinlan: Mickey
- Billy Connolly: Scalper
- Enda Oates: inspector

## Rebuda
- El film només va aconseguir 75.228 dòlars de recaptació als Estats Units, per a un pressupost d'aproximadament 14 milions de dòlars.[3]

- World Soundtrack Awards 2001: nominació al premi del compositor de l'any per a Hans Zimmer (igualment per a Hannibal, Pearl Harbor i The Pledge)[4]